# Balluru, Davanagere
Balluru là một làng thuộc tehsil Davanagere, huyện Davanagere, bang Karnataka, Ấn Độ.